# Theridion auberti
Theridion auberti là một loài nhện trong họ Theridiidae.
Loài này thuộc chi Theridion. Theridion auberti được Eugène Simon miêu tả năm 1904.